# Самош Василь Михайлович
Василь Михайлович Самош (1925—1981) — український зоолог, теріолог, фахівець з великих гризунів України, кандидат біологічних наук (1955). Автор близько 50 наукових праць, зокрема брав участь у створенні першого видання Червоної книги України (1980) і монографії «Ондатра» (1969).

## Життєпис
Народився у 1925 році на Закарпатті, в селі Іза (тоді Підкарпатська Русь, Чехословаччина, нині Закарпатська область України). Протягом 1946—1951 років навчався в Ужгородському університеті, здобув спеціальність біолог-зоолог. У 1952—1955 роках — аспірант Інституту зоології АН УРСР. У 1955 році захистив кандидатську дисертацію на тему «Плечовий суглоб ссавців (функціональний аналіз)» (керівник Касьяненко Володимир Григорович). З цього ж року — молодший науковий співробітник Інституту зоології, з 1966 року — старший науковий співробітник.

## Дослідження
Перші публікації дослідника, виконані ще під час навчання в Ужгороді, присвячені плазунам Закарпаття.
Протягом навчання в аспірантурі проводив функціонально-морфологічні дослідження плечового суглоба ссавців, захистивши на цю тему дисертацію.
Згодом перейшов на вивчення різноманітних аспектів біології та екології великих гризунів України, перш за все бабака, ондатри та хом'яка звичайного.

## Деякі найважливіші публікації

### Довідники та монографії
- Червона книга Української РСР. 1980. Київ, Наукова думка. 504 с. [у складі колективу авторів]
- Берестенников, Д. С., Гизенко, А. И., Самош, В. М. 1969. Ондатра. Київ, Наукова думка. 90 с.

### Статті
- Самош, В. М. 1953. К изучению герпетофауны Закарпатья. Научные записки Ужгородского государственного университета: Серия Биология, 8: 171—183.
- Самош, В. М. 1956. До біології водяного вужа. Збірник праць Зоологічного музею, 27.
- Самош, В. М. 1958. Причины сокращения ареала байбака на Украине. Проблемы зоогеографии суши. Издательство Львовского университета, Львов, 235—240.
- Самош, В. М. 1960. Матеріали по екології бабака на Україні. Праці Інституту зоології АН УРСР, 16: 23–29.
- Абеленцев, В. И., Самош, В. М., Модин, Г. В. 1961. Современное состояние поселений байбака и опыт его реакклиматизации на Украине. Труды Среднеазиатского научно-исследовательского противочумного института, 7: 309—320.
- Самош, В. М. 1962. Экологические условия существования ондатры в плавнях рек Украины. Вопросы экологии. Высшая школа, Москва, 126—127.
- Самош, В. М. 1963. Байбак в Стpелецкой степи. Охота и охотничье хозяйство, № 11: 23–24.
- Самош, В. М. 1969. Реакция двух цветных форм (черной и рыжей) хомяка обыкновенного (Cricetus cricetus L.) на градиент температуры. Вестник зоологии, 5: 22–25.
- Самош, В. М. 1972. Рост и развитие хомяка обыкновенного (Cricetus cricetus L.). Вестник зоологии, 4: 86–89.
- Самош, В. М., Рогатько, Ю. В. 1972. Деякі особливості мінливості білків сироватки крові чорної форми хом'яка (Cricetus cricetus L.). Доповіді АН УРСР, серія Б, 9: 842—844.
- Самош, В. М. 1975. Материалы по размножению и плодовитости обыкновенного хомяка (Cricetus cricetus). Экология, 5: 97-98.
- Самош, В. М. 1975. Новые данные о генетической структуре диморфных популяций хомяка обыкновенного (Cricetus cricetus L.). Генетика, 11: 22–26.
- Самош, В. М. 1976. Некоторые особенности зимней спячки хомяка обыкновенного (Cricetus cricetus L.) в условиях эксперимента. Вестник зоологии, 1: 74–75.
- Самош, В. М. 1978. Распространение меланистической формы хомяка обыкновенного (Cricetus cricetus L.) (Mammalia, Muridae) на Украине. Вестник зоологии, 6: 75–76.
- Самош, В. М. 1979. Некоторые черты экологии ондатры на Днепродзержинском водохранилище на Днепре. Вестник зоологии, 6: 88–89.